# Солкин, Семён Алексеевич
Семён Алексеевич Солкин (23 февраля 1925, Подъём-Михайловка, Волжский район — 10 сентября 1987, Тольятти, Куйбышевская область) — капитан-механик теплохода, Герой Социалистического Труда.

## Биография
Закончил Самарский речной техникум. С 1959 года работал механиком. Позднее стал капитаном-механиком теплохода «Никополь». Стал инициатором движения за повышение инженерной культуры эксплуатации флота. Его стараниями ресурс машин и механизмов был увеличен на 4000 часов. Его почин поддержали экипажи 375 судов. В павильоне «Транспорт» ВДНХ СССР появился большой стенд, посвященный работе экипажа теплохода «Никополь». Семён Алексеевич Солкин был награждён серебряной медалью ВДНХ СССР. Школу Семёна Алексеевича Солкина прошли десятки молодых речников.
С 1974 года Семен Алексеевич трудился на судах смешанного плавания типа «река-море» (оригинальная конструкция этих судов позволяла им ходить и по реке и по морю) — «XVII съезд ВЛКСМ», «Дружба народов».
В 1976 году за выдающиеся успехи, достигнутые в выполнении девятой пятилетки и социалистических обязательств Семён Алексеевич Солкин был удостоен звания Героя Социалистического Труда. Он стал одним из трёх Героев Социалистического Труда в истории Волжского пароходства.
С 1983 года работал механиком-наставником на Тольяттинском судоремонтном заводе.

## Память
В Музее истории Волжского пароходства Семёну Солкину посвящён отдельный стенд.
Его именем был назван теплоход проекта 19620: «Механик Солкин» (сейчас сухогруз называется «Лида»).

## Награды
- Герой Социалистического Труда (05.03.1976);
- Орден Ленина (05.03.1976);
- Орден Трудового Красного Знамени.